# Cubjac-Auvézère-Val d'Ans
Cubjac-Auvézère-Val d'Ans [kybʒak ovezɛʁ val dɑ̃s] est une commune française située dans le département de la Dordogne, en région Nouvelle-Aquitaine.
Elle a été créée le 1er janvier 2017 sous le statut de commune nouvelle et regroupe les anciennes communes de La Boissière-d'Ans, Cubjac et Saint-Pantaly-d'Ans.
La commune dispose d'un patrimoine naturel remarquable qui fait l'objet d'une zone naturelle d'intérêt écologique, faunistique et floristique (ZNIEF), celle du Causse de Cubjac.

## Géographie

### Localisation
La commune nouvelle regroupe les anciennes communes de Cubjac, La Boissière-d'Ans et Saint-Pantaly-d'Ans. Son chef-lieu se situe à Cubjac.
| Carte des communes fondatrices de Cubjac-Auvézère-Val d'Ans. |

Cubjac-Auvézère-Val d'Ans est situé à 18 km à vol d'oiseau à l'est de Périgueux, 73 km au sud-ouest de Limoge, de 68 km à l'ouest de Tulle, 95 km au nord-ouest de Cahors et 54 km au nord-est de Bergerac.
La commune se trouve dans l'aire d'attraction de Périgueux, ainsi que dans la zone d'emploi et dans le bassin de vie de cette ville.

### Communes limitrophes
Cubjac-Auvézère-Val d'Ans est limitrophe de neuf autres communes :
| Savignac-les-Églises     | Mayac                     | Coulaures            |
| Saint-Vincent-sur-l'Isle | Cubjac-Auvézère-Val d'Ans | Sainte-Eulalie-d'Ans |
| Bassillac et Auberoche   | Montagnac-d'Auberoche     | Brouchaud — Gabillou |

### Géologie et relief

Carte géologique de Cubjac-Auvézère-Val d'Ans.

Situé sur la plaque nord du Bassin aquitain et bordé à son extrémité nord-est par une frange du Massif central, le département de la Dordogne présente une grande diversité géologique. Les terrains sont disposés en profondeur en strates régulières, témoins d'une sédimentation sur cette ancienne plate-forme marine. Le département peut ainsi être découpé sur le plan géologique en quatre gradins différenciés selon leur âge géologique. Cubjac-Auvézère-Val d'Ans est située dans le deuxième gradin à partir du nord-est, un plateau formé de roches calcaires très dures du Jurassique que la mer a déposées par sédimentation chimique carbonatée, en bancs épais et massifs.
Elle est à la fois dans le causse de Cubjac et le causse de Savignac, qui, avec le causse de Thenon, forment un ensemble de collines karstifiées dans les calcaires liasiques et jurassiques à l'est de Périgueux jusqu'à Excideuil et Thenon, d'environ 30 km N-S et 15 km O-E, coupé par les vallées de l'Isle, de l'Auvézère et de la Loue.
Les couches affleurantes sur le territoire communal sont constituées de formations superficielles du Quaternaire et de roches sédimentaires datant pour certaines du Cénozoïque, et pour d'autres du Mésozoïque. La formation la plus ancienne, notée j2-3(Bz), date du Bajocien moyen au Bathonien inférieur, composée de calcaires micritiques et sublithographiques à oncolithes et de stromatolithes en alternance avec des niveaux de marnes noires en bancs réguliers. La formation la plus récente, notée CFp, fait partie des formations superficielles de type colluvions indifférenciées de versant, de vallon et plateaux issues d'alluvions, molasses, altérites. Le descriptif de ces couches est détaillé dans  la feuille « no 759 - Périgueux (est) » de la carte géologique au 1/50 000 de la France métropolitaine, et sa notice associée.

### Hydrographie

#### Réseau hydrographique

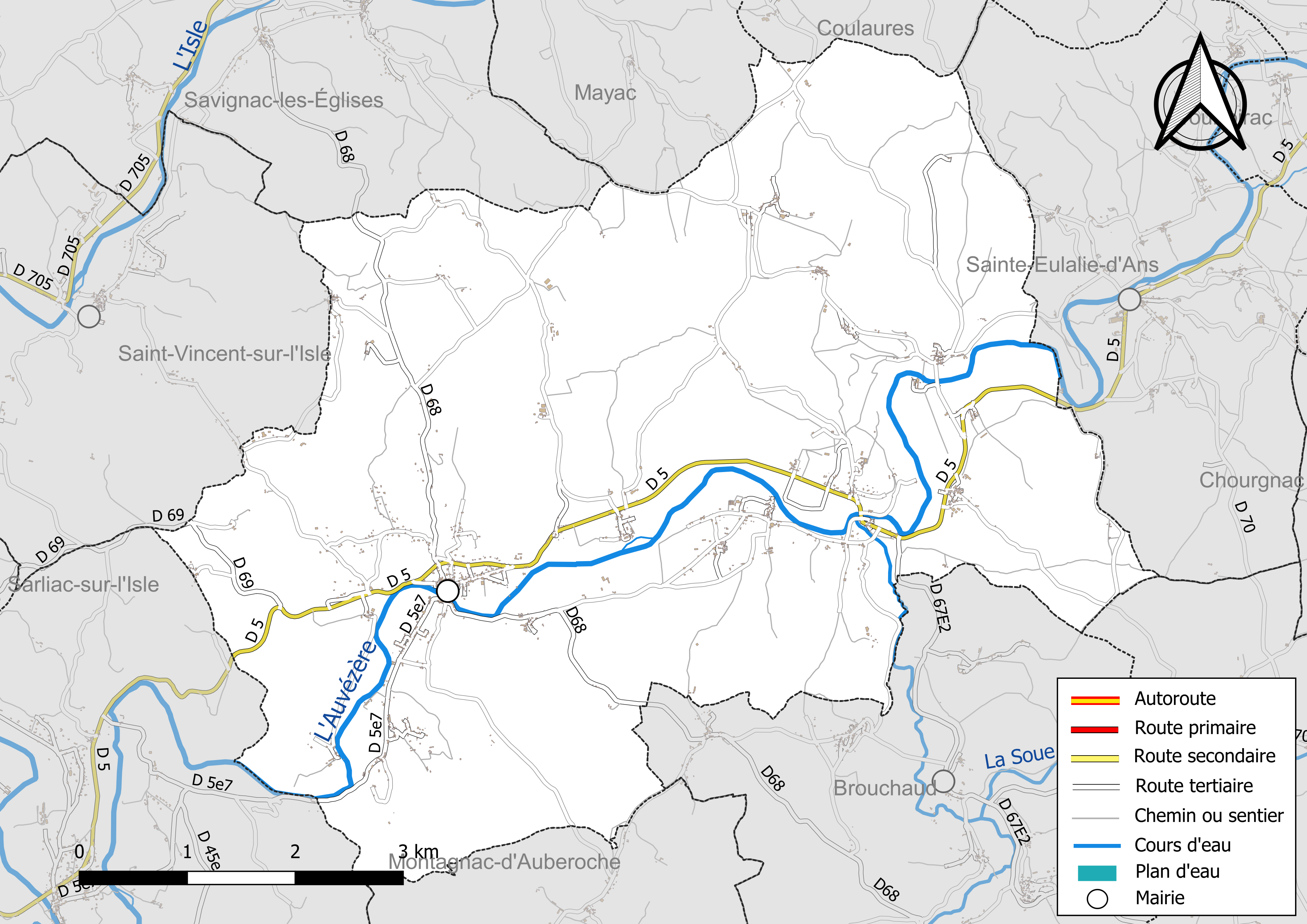
Réseaux hydrographique et routier de Cubjac-Auvézère-Val d'Ans.

La commune est située dans le bassin de la Dordogne au sein du Bassin Adour-Garonne.
Elle est drainée par l'Auvézère, le Blâme et un petit cours d'eau, qui constituent un réseau hydrographique de 16 km de longueur totale,,,.
L'Auvézère, d'une longueur totale de 112,19 km, prend sa source en Corrèze dans la commune de Benayes et se jette dans l'Isle en rive droite, en limite de Bassillac et Auberoche et Escoire, face à Antonne-et-Trigonant,. Elle traverse la commune de l'est au sud-ouest sur treize kilomètres, passant par la Forge d'Ans et par les bourgs de La Boissière-d'Ans et Cubjac.
Le Blâme, d'une longueur totale de 6,14 km, prend sa source dans la commune de Brouchaud et se jette dans l'Auvézère en rive gauche sur le territoire de l'ancienne commune de La Boissière-d'Ans,. Il arrose la commune dans sa partie terminale sur plus d’un kilomètre et demi dont la moitié en limite de Brouchaud.

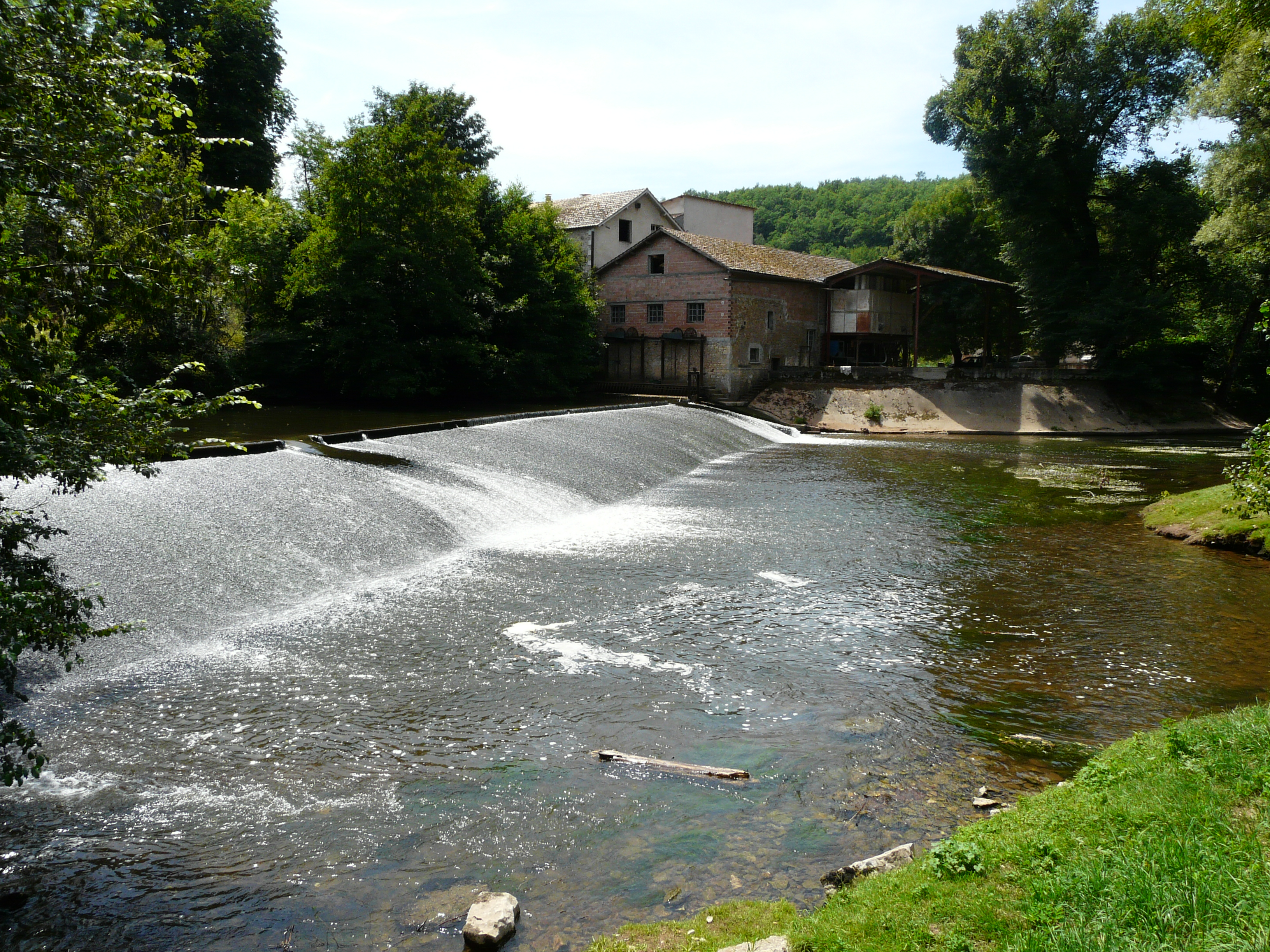
L'Auvézère au barrage de Marqueyssac, à Saint-Pantaly-d'Ans.
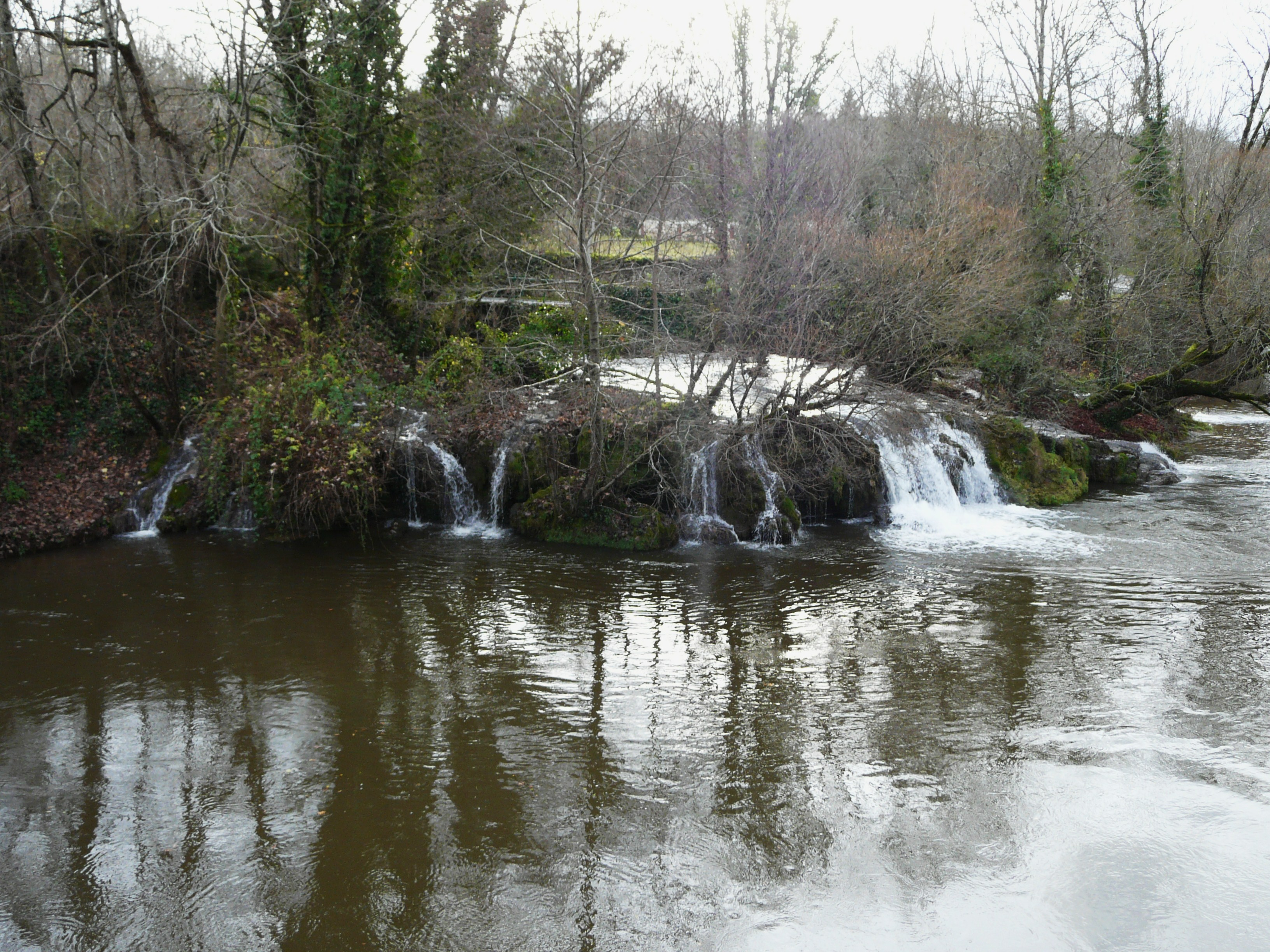
Le Blâme se jette dans l'Auvézère à la Forge d'Ans.
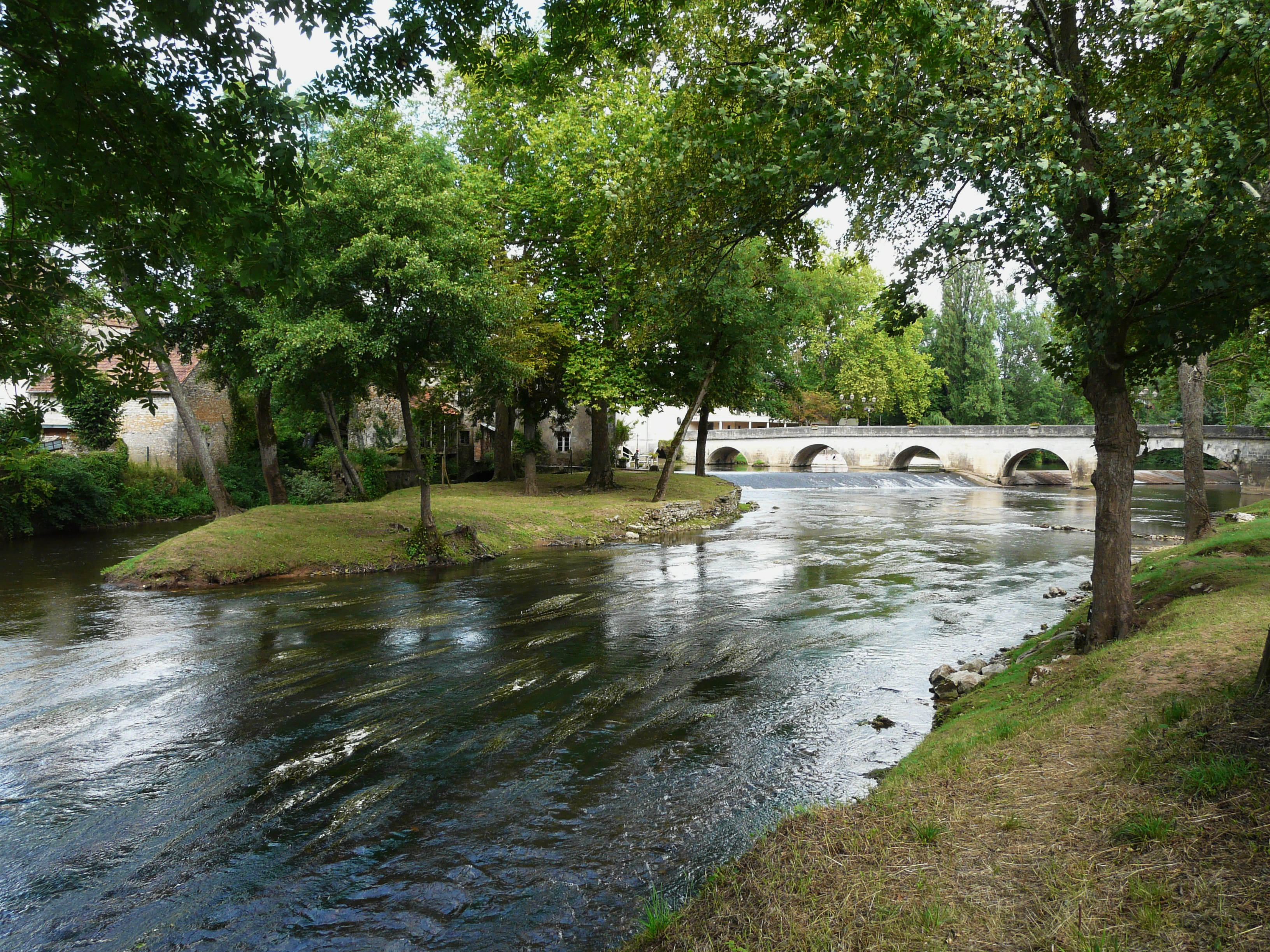
Le pont de Cubjac sur l'Auvézère.
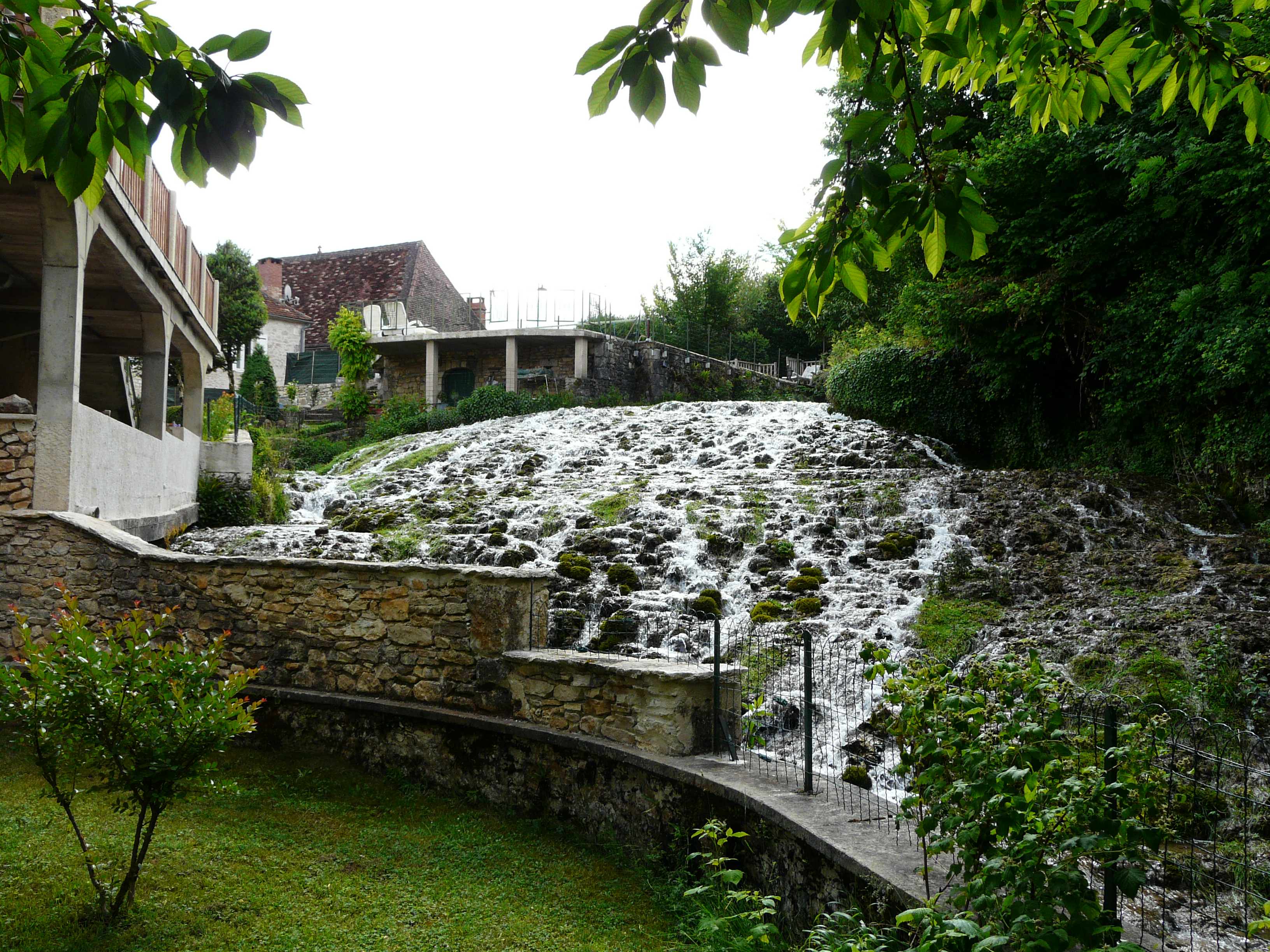
Cascade du Blâme sur du travertin, le long d'un ancien moulin à la Forge d'Ans.

#### Gestion et qualité des eaux
Le territoire communal est couvert par le schéma d'aménagement et de gestion des eaux (SAGE) « Isle - Dronne ». Ce document de planification, dont le territoire regroupe les bassins versants de l'Isle et de la Dronne, d'une superficie de 7 500 km2, a été approuvé le 2 août 2021. La structure porteuse de l'élaboration et de la mise en œuvre est l'établissement public territorial de bassin de la Dordogne (EPIDOR). Il définit sur son territoire les objectifs généraux d’utilisation, de mise en valeur et de protection quantitative et qualitative des ressources en eau superficielle et souterraine, en respect des objectifs de qualité définis dans le troisième SDAGE  du Bassin Adour-Garonne qui couvre la période 2022-2027, approuvé le 10 mars 2022.
La qualité des eaux de baignade et des cours d’eau peut être consultée sur un site dédié géré par les agences de l’eau et l’Agence française pour la biodiversité.

### Climat
Pour des articles plus généraux, voir Climat de la Nouvelle-Aquitaine et Climat de la Dordogne.
En 2010, le climat de la commune est de type climat océanique altéré, selon une étude s'appuyant sur une série de données couvrant la période 1971-2000. En 2020, Météo-France publie une typologie des climats de la France métropolitaine dans laquelle la commune est toujours exposée à un climat océanique altéré et est dans une zone de transition entre les régions climatiques « Aquitaine, Gascogne » et « Ouest et nord-ouest du Massif Central ». La première est caractérisée par une pluviométrie abondante au printemps, modérée en automne, un faible ensoleillement au printemps, un été chaud (19,5 °C), des vents faibles, des brouillards fréquents en automne et en hiver et des orages fréquents en été (15 à 20 jours). La seconde présente une pluviométrie annuelle de 900 à 1 500 mm, maximale en automne et en hiver.
Pour la période 1971-2000, la température annuelle moyenne est de 12,1 °C, avec  une amplitude thermique annuelle de 15,3 °C. Le cumul annuel moyen de précipitations est de 933 mm, avec 12,5 jours de précipitations en janvier et 7,2 jours en juillet. Pour la période 1991-2020, la température moyenne annuelle observée sur la station météorologique la plus proche, située sur la commune de Bassillac et Auberoche à 9 km à vol d'oiseau, est de 13,1 °C et le cumul annuel moyen de précipitations est de 480,0 mm. Pour l'avenir, les paramètres climatiques de la commune estimés pour 2050 selon différents scénarios d’émission de gaz à effet de serre sont consultables sur un site dédié publié par Météo-France en novembre 2022.

#### Paysages
Le département de la Dordogne se présente comme un vaste plateau incliné du nord-est (491 m, à la forêt de Vieillecour dans le Nontronnais, à Saint-Pierre-de-Frugie) au sud-ouest (2 m à Lamothe-Montravel). L'altitude du territoire communal varie quant à elle entre 107 m et 258 m.
Dans le cadre de la Convention européenne du paysage entrée en vigueur en France le 1er juillet 2006, renforcée par la loi du 8 août 2016 pour la reconquête de la biodiversité, de la nature et des paysages, un atlas des paysages de la Dordogne a été élaboré sous maîtrise d’ouvrage de l’État et publié en octobre 2020. Les paysages du département s'organisent en huit unités paysagères et 14 sous-unités. La commune fait partie du Périgord central, un paysage vallonné, aux horizons limités par de nombreux bois, plus ou moins denses, parsemés de prairies et de petits champs.
La superficie cadastrale de la commune publiée par l'Insee, qui sert de référence dans toutes les statistiques, est de 39,56 km2,.

### Milieux naturels et biodiversité

#### Espaces protégés
La protection réglementaire est le mode d’intervention le plus fort pour préserver des espaces naturels remarquables et leur biodiversité associée,.
La commune fait partie du bassin de la Dordogne, un territoire d'une superficie de 24 000 km2 reconnu réserve de biosphère par l'UNESCO en juillet 2012 et se situe dans sa « zone de transition ».

#### Réseau Natura 2000
Le réseau Natura 2000 est un réseau écologique européen de sites naturels d'intérêt écologique élaboré à partir des directives habitats et oiseaux, constitué de zones spéciales de conservation (ZSC) et de zones de protection spéciale (ZPS).
Aucun site Natura 2000 n'a été défini sur la commune.

#### Zones naturelles d'intérêt écologique, faunistique et floristique

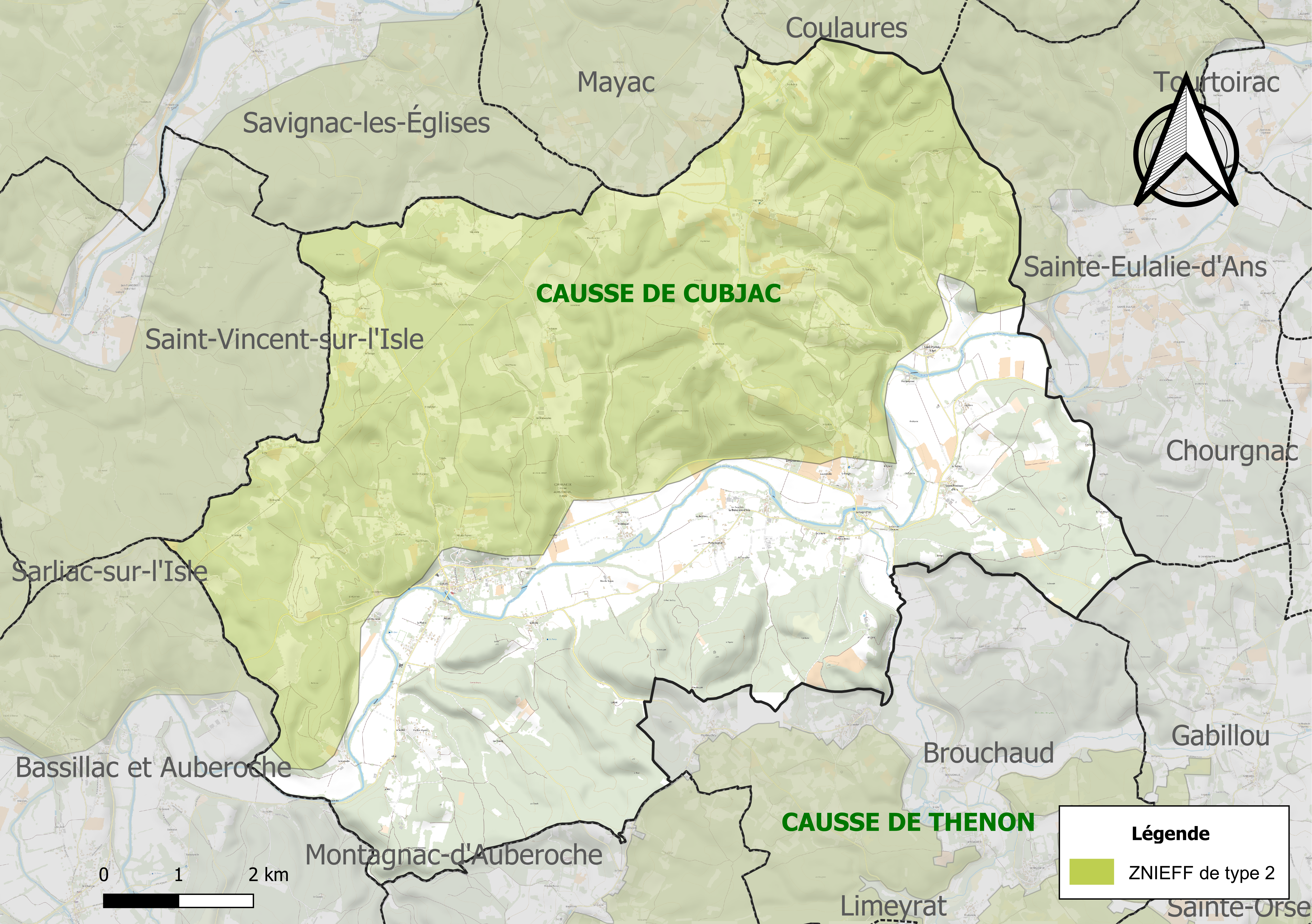
Carte de la ZNIEFF du Causse de Cubjac sur la commune.

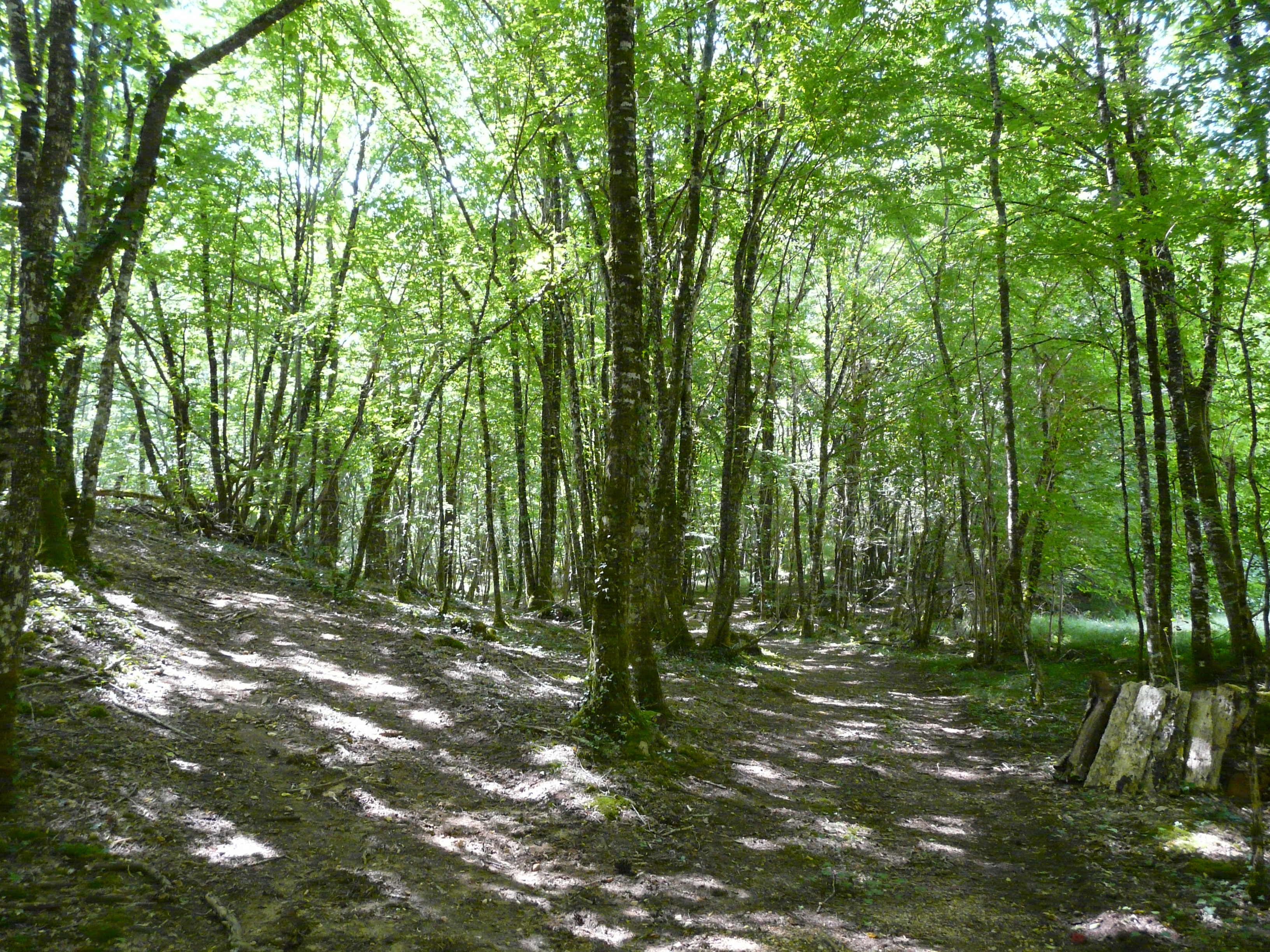
Sous-bois dans le causse de Cubjac au nord de Saint-Pantaly-d'Ans.

L'inventaire des zones naturelles d'intérêt écologique, faunistique et floristique (ZNIEFF) a pour objectif de réaliser une couverture des zones les plus intéressantes sur le plan écologique, essentiellement dans la perspective d’améliorer la connaissance du patrimoine naturel national et de fournir aux différents décideurs un outil d’aide à la prise en compte de l’environnement dans l’aménagement du territoire.
En 2022, une ZNIEFF est recensée sur la commune d’après l'INPN.
Cette ZNIEFF de type 2 est une zone calcaire boisée, le « causse de Cubjac », qui concerne les coteaux en rive droite de l'Auvézère et ceux en rive gauche de l'Isle et de son affluent, la Loue, sur treize communes, depuis Escoire au sud-ouest jusqu'à Saint-Raphaël au nord-est, et notamment tous les coteaux de la commune en rive droite de l'Auvézère, s'étendant sur plus de 23 km2. L'intérêt majeur de cette ZNIEFF réside dans la présence d'une espèce déterminante de plantes, la Spirée à feuilles de millepertuis (Spiraea hypericifolia subsp. obovata), et une autre espèce de plantes protégée au titre de la Directive habitats de l'Union européenne, le Poirier à feuilles en cœur (Pyrus cordata).

## Urbanisme

### Typologie
Au 1er janvier 2024, Cubjac-Auvézère-Val d'Ans est catégorisée commune rurale à habitat dispersé, selon la nouvelle grille communale de densité à 7 niveaux définie par l'Insee en 2022.
Elle est située hors unité urbaine. Par ailleurs la commune fait partie de l'aire d'attraction de Périgueux, dont elle est une commune de la couronne,. Cette aire, qui regroupe 49 communes, est catégorisée dans les aires de 50 000 à moins de 200 000 habitants,.

### Villages, hameaux et lieux-dits
Outre les bourgs de Cubjac, La Boissière-d'Ans et Saint-Pantaly-d'Ans proprement dits, le territoire se compose d'autres villages ou hameaux, ainsi que de lieux-dits détaillés sur cet article, sur celui-ci et sur celui-là.

### Habitat et logement
En 2021, le nombre total de logements dans la commune était de 746, alors qu'il était de 738 en 2016 et de 714 en 2011.
Parmi ces logements, 68,8 % étaient des résidences principales, 17,0 % des résidences secondaires et 14,2  % des logements vacants. Ces logements étaient pour 98,1 % d'entre eux des maisons individuelles et pour 1,7 % des appartements.
Le tableau ci-dessous présente la typologie des logements à Cubjac-Auvézère-Val d'Ans en 2021 en comparaison avec celle de la Dordogne et de la France entière. Une caractéristique marquante du parc de logements est ainsi une proportion de résidences secondaires et logements occasionnels (17,0 %) supérieure à celle du département (14,4 %) et à celle de la France entière (9,7 %).
| Typologie                                               | Cubjac-Auvézère-Val d'Ans | Dordogne | France entière |
| ------------------------------------------------------- | ------------------------- | -------- | -------------- |
| Résidences principales (en %)                           | 68,8                      | 75,5     | 82,2           |
| Résidences secondaires et logements occasionnels (en %) | 17,0                      | 14,4     | 14,2           |
| Logements vacants (en %)                                | 14,2                      | 10,1     | 8,1            |

### Prévention des risques
Le territoire de la commune de Cubjac-Auvézère-Val d'Ans est vulnérable à différents aléas naturels : météorologiques (tempête, orage, neige, grand froid, canicule ou sécheresse), inondations, feux de forêts, mouvements de terrains et séisme (sismicité très faible). Un site publié par le BRGM permet d'évaluer simplement et rapidement les risques d'un bien localisé soit par son adresse soit par le numéro de sa parcelle.
Certaines parties du territoire communal sont susceptibles d’être affectées par le risque d’inondation par débordement de cours d'eau, notamment l'Auvézère et le Blâme. La commune a été reconnue en état de catastrophe naturelle au titre des dommages causés par les inondations et coulées de boue survenues en 1982, 1993, 1998, 1999, 2003 et 2008,.
Cubjac-Auvézère-Val d'Ans est exposée au risque de feu de forêt. L’arrêté préfectoral du 14 mars 2013 fixe les conditions de pratique des incinérations et de brûlage dans un objectif de réduire le risque de départs d’incendie. À ce titre, des périodes sont déterminées : interdiction totale du 15 février au 15 mai et du 15 juin au 15 octobre, utilisation réglementée du 16 mai au 14 juin et du 16 octobre au 14 février. En septembre 2020, un plan inter-départemental de protection des forêts contre les incendies (PidPFCI) a été adopté pour la période 2019-2029,.

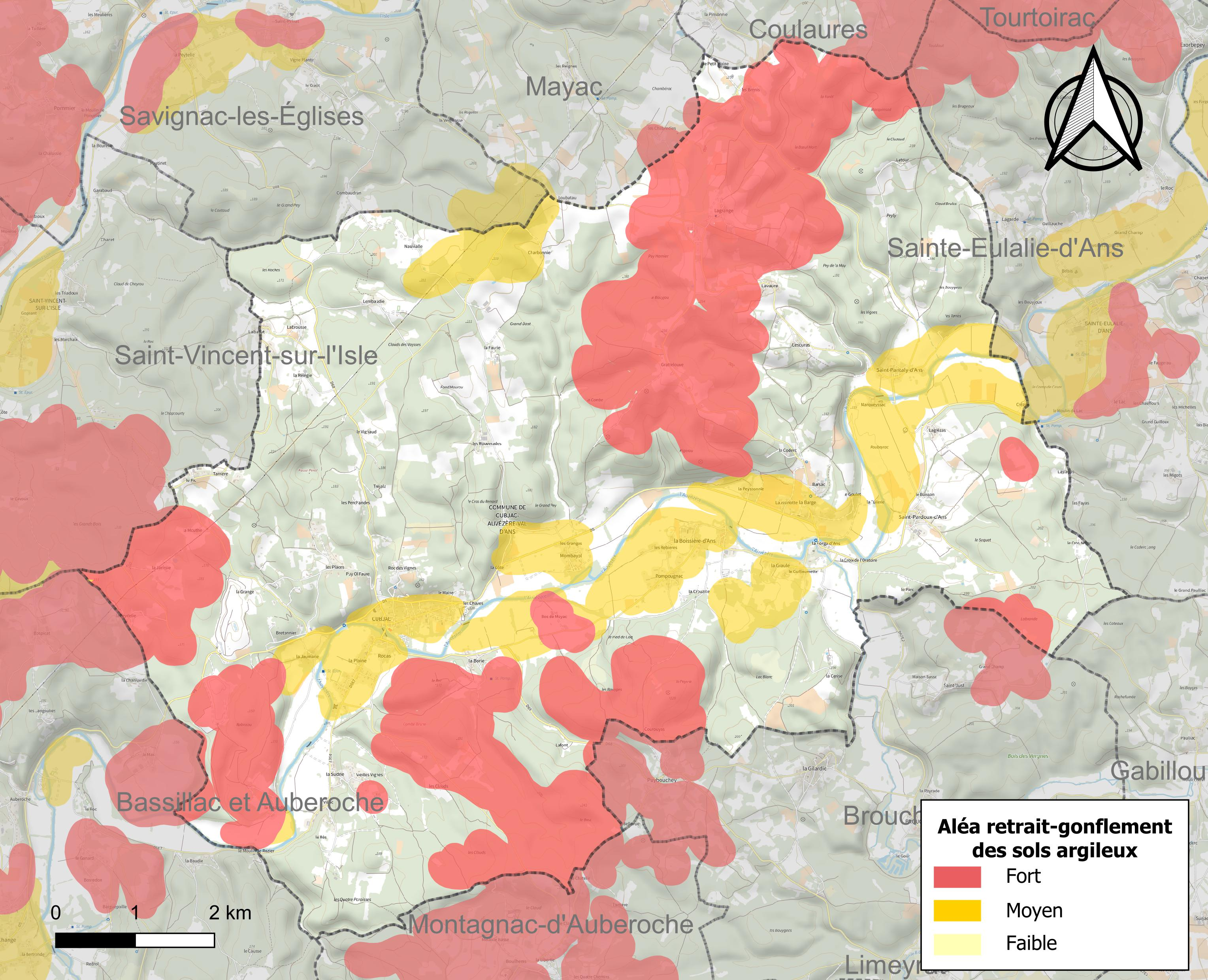
Carte des zones d'aléa retrait-gonflement des sols argileux de Cubjac-Auvézère-Val d'Ans.

Les mouvements de terrains susceptibles de se produire sur la commune sont des tassements différentiels. Le retrait-gonflement des sols argileux est susceptible d'engendrer des dommages importants aux bâtiments en cas d’alternance de périodes de sécheresse et de pluie. 41,3 % de la superficie communale est en aléa moyen ou fort (58,6 % au niveau départemental et 48,5 % au niveau national métropolitain). Depuis le 1er octobre 2020, en application de la loi ÉLAN, différentes contraintes s'imposent aux vendeurs, maîtres d'ouvrages ou constructeurs de biens situés dans une zone classée en aléa moyen ou fort,.
La commune a été reconnue en état de catastrophe naturelle au titre des dommages causés par la sécheresse en 1989 et 2005 et par des mouvements de terrain en 1999.

## Toponymie
Le nom de la commune associe son principal centre habité (Cubjac), une importante rivière (l'Auvézère) et le nom d'une ancienne châtellenie (Ans), propriété des vicomtes de Limoges, qui s'étendait au XIVe siècle sur dix-huit paroisses.

## Histoire
Cubjac-Auvézère-Val d'Ans est une commune nouvelle, dont le siège est en mairie de Cubjac, créée sur la demande des conseils municipaux de Cujac, La Boissière-d'Ans et de Saint-Pantaly-d'Ans par un arrêté préfectoral du 26 septembre 2016 qui a pris effet le 1er janvier 2017.

## Politique et administration

### Rattachements administratifs et électoraux
À sa création en 2017, Cubjac-Auvézère-Val d'Ans est rattachée à l'arrondissement de Nontron,, alors que ses trois communes déléguées étaient précédemment rattachées à l'arrondissement de Périgueux.
Sur le plan électoral, pour les élections départementales, elle dépend du canton d'Isle-Loue-Auvézère .
Par contre, pour l'élection des députés, son territoire est partagé entre deux circonscriptions législatives : les électeurs de La Boissière-d'Ans votent dans la quatrième et ceux des autres communes déléguées dans la troisième circonscription.

### Intercommunalité
Les trois commues fusionnées le 1er janvier 2017 faisaient partie de la  communauté de communes Causses et Rivières en Périgord, un établissement public de coopération intercommunale (EPCI) à fiscalité propre créé fin 2003 et auquel la commune avait transféré un certain nombre de ses compétences, dans les conditions déterminées par le code général des collectivités territoriales.
Dans le cadre des dispositions de la loi portant nouvelle organisation territoriale de la République du 7 août 2015, qui prévoit que les établissements publics de coopération intercommunale (EPCI) à fiscalité propre doivent avoir un minimum de 15 000 habitants, cette intercommunalité a fusionné le 1er janvier 2017 au sein de la  communauté de communes Isle-Loue-Auvézère en Périgord (anciennement nommée communauté de communes du Pays de Lanouaille).
De ce fait, la commune nouvelle de Cubjac-Auvézère-Val d'Ans est donc membre dès sa création de la  communauté de communes Isle-Loue-Auvézère en Périgord.

### Administration municipale
De la création de la commune nouvelle aux élections municipales de 2020, son conseil municipal  est constitué de l'ensemble des conseillers municipaux des anciennes communes (quinze pour Cubjac et onze pour chacune des deux autres communes, soit un total de trente-sept). Le maire de la nouvelle commune est élu début 2017. Les maires des anciennes communes deviennent maires délégués de celles-ci jusqu'aux élections municipales de 2020.
La population de la commune étant comprise entre 500 et 1 499 habitants au recensement de 2017, quinze conseillers municipaux auraient dû être élus en 2020. Cependant, s'agissant du premier renouvellement du conseil municipal d'une commune nouvelle, le nombre de conseillers élus est celui de la strate supérieure, soit dix-neuf.

### Liste des maires
| Période        | Période                   | Identité       | Étiquette | Qualité |
| -------------- | ------------------------- | -------------- | --------- | --- |
| janvier 2017   | juillet 2020              | Pierre Simon   | PCF       | Retraité de La Poste, Maire de Cubjac (2000 → 2016) Vice-président de la CC Isle-Loue-Auvézère en Périgord ( ? → ) |
| juillet 2020,  | septembre 2022            | Michel Raynaud |           | Chef d'entreprise de 10 salariés ou plus Démissionnaire                                                            |
| septembre 2022 | décembre 2022             | Flore Joussein |           | Première adjointe faisant fonctions de maire                                                                       |
| décembre 2022  | En cours (au 31 mai 2024) | Élodie Choury  |           | Salariée chez Fil@poste, ancienne sapeure-pompière volontaire                                                      |

## Équipements et services publics

### Enseignement
Les enfants de la commune sont scolarisés avec ceux du Change et de Blis-et-Born dans le cadre d'un regroupement pédagogique intercommunal.
L'école de Cujac accueille les élèves du cycle 2 (CP, CE1, CE2 et une partie de Grande section maternelle).

### Postes et télécommunications
Un bureau de poste se trouve dans la commune.

### Santé
Deux médecins généralistes doivent s'installer en août et septembre 2025 au bourg de Cubjac, dans des locaux où officie déjà une ostéopathe.

### Justice, sécurité, secours et défense
Une caserne de pompiers implantée à Cubjac assure la protection de la population
Dans le domaine judiciaire, Cubjac-Auvézère-Val d'Ans relève : 
- du tribunal judiciaire, du tribunal pour enfants, du conseil de prud'hommes et du tribunal de commerce de Périgueux ;
- du pôle Nationalité du tribunal judiciaire de Périgueux (compétent uniquement dans le domaine de la nationalité) ;
- de la cour d'appel, du tribunal administratif et de la cour administrative d'appel de Bordeaux.

## Population et société

### Démographie
L'évolution du nombre d'habitants est connue à travers les recensements de la population effectués dans la commune depuis sa création.

En 2022, la commune comptait 1 116 habitants.
| 2017  | 2018  | 2019  | 2022  |
| ----- | ----- | ----- | ----- |
| 1 083 | 1 087 | 1 090 | 1 116 |

## Économie

### Emploi
En 2016, sur le territoire correspondant à Cubjac-Auvézère-Val d'Ans dans sa configuration de 2017, parmi la population communale comprise entre 15 et 64 ans, les actifs représentaient 480 personnes, soit 44,4 % de la population municipale. Il y avait 63 chômeurs, soit un taux de chômage de cette population active de 13,0 %.

### Établissements
Au 31 décembre 2015, sur ce même territoire, la commune comptait 110 établissements, dont cinquante-quatre au niveau des commerces, transports ou services, seize dans l'agriculture, la sylviculture ou la pêche, quinze dans la construction, quatorze relatifs au secteur administratif, à l'enseignement, à la santé ou à l'action sociale, et onze dans l'industrie.

### Entreprises
À Cubjac, aux-lieux-dits Bretonnier et Rabissou, de part et d'autre de la route départementale 5, des carrières sont exploitées par la « Société départementale des carrières - SDC ». Parmi les entreprises industrielles ayant leur siège social en Dordogne, celle-ci se classe en 43e position quant au chiffre d'affaires hors taxes en 2015-2016, avec 5 857 k€.

## Culture locale et patrimoine

### Lieux et monuments
La commune compte un lieu protégé au titre des monuments historiques : 
- La  forge d'Ans  Inscrite MH (2018)[70],[71], créée à la fin du XVIIe siècle par Jacques-François de Hautefort d'Ajat, seigneur d'Ans, et qui se développe notamment au XVIIIe siècle puis durant les guerres de la Révolution française et napoléonniennes grâce à sa proximité des arsenaux de La Rochelle, étant spécialisée dans la production d'artillerie. Elle est alors considérée comme l'une des principales forges du Périgord. Elle ferme en 1870 à la suite des accords de libre-échange passés entre la France et le Royaume-Uni de 1860.

La forge d'Ans
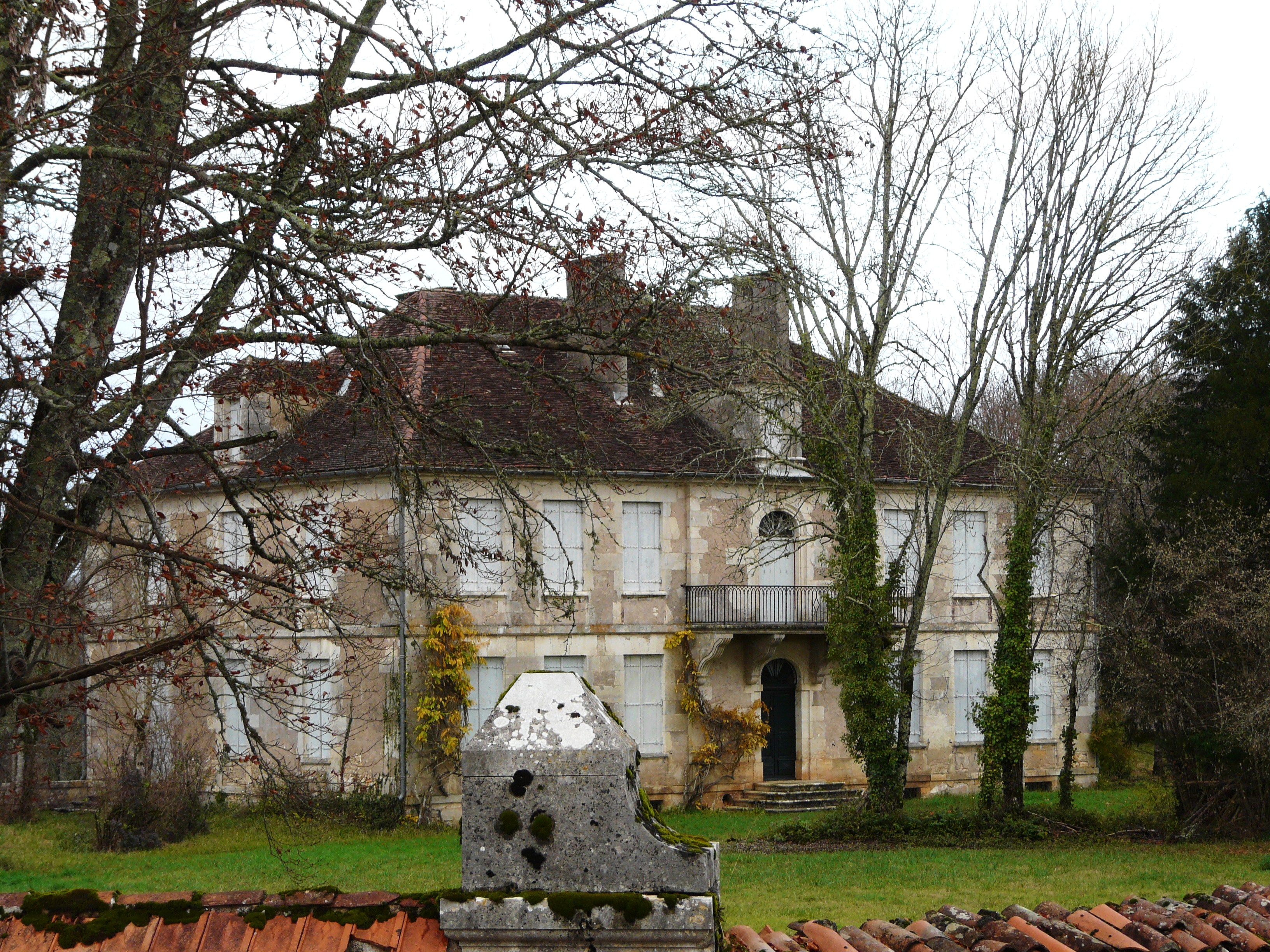
Le château d'Ans.
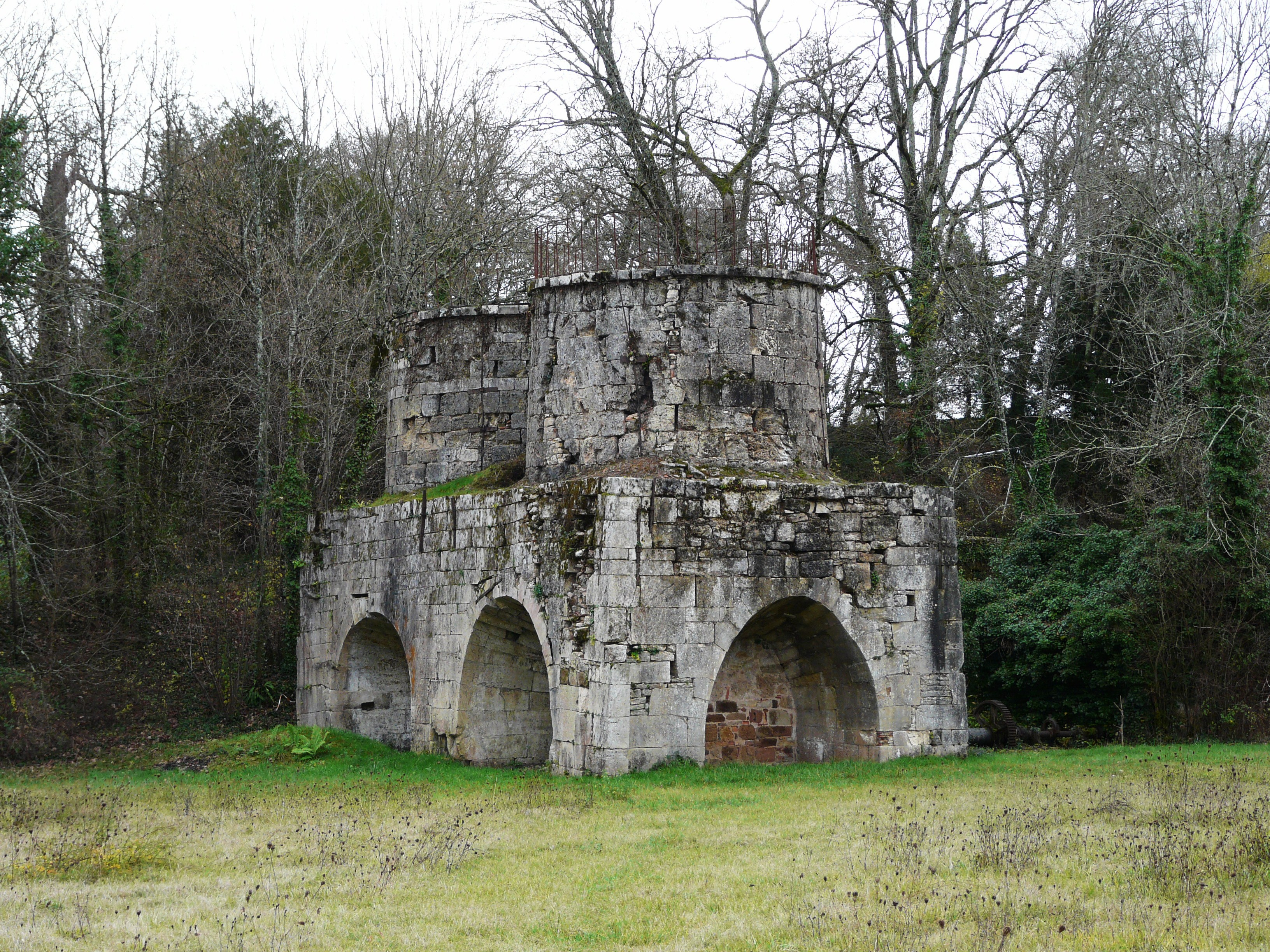
Vestiges de la forge.
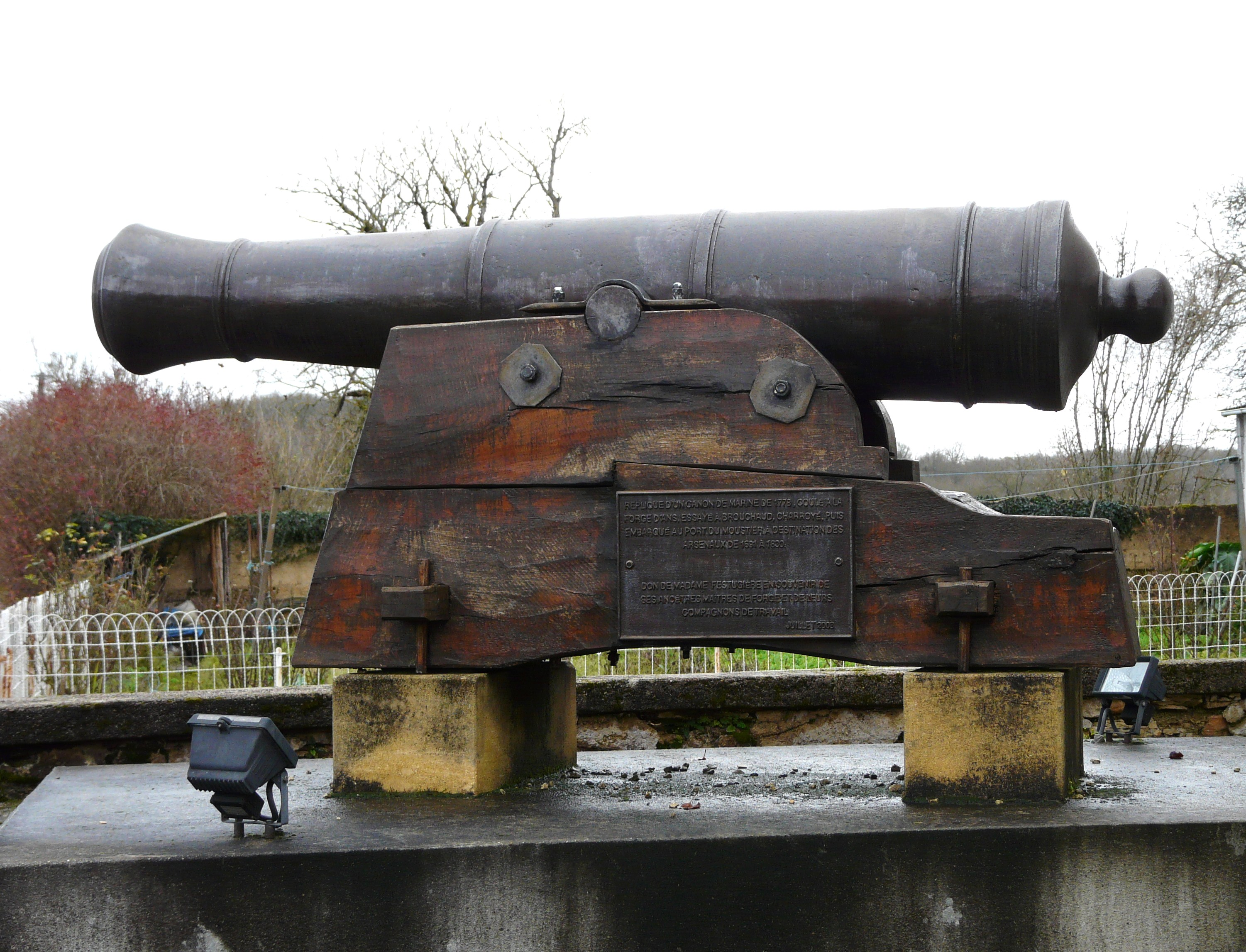
Reproduction d'un canon de marine de 1778 coulé à la forge d'Ans

D'autres sites sont mentionnés dans les articles des communes fusionnées.

### Personnalités liées à la commune
Il convient de se reporter aux articles consacrés aux anciennes communes fusionnées.

## Pour approfondir